# Знайомство з Факерами
«Знайомство з Факерами» (англ. Meet the Fockers; США, 2004) — продовження комедії «Знайомство з батьками».

## Сюжет
Після того, як Джек Бернс, колишній агент ЦРУ, дав дозвіл Ґреґу Факеру на шлюб з його донькою Пем, Ґреґ вирішив познайомити свою нову сім'ю зі своїми батьками. Для цього сімейство Бернсів, в складі Джека Бернса, його дружини Діни, маленького Джека (його внука) і молодят Ґреґа і Пем, вирушають до Маямі. Але для Бернсів знайомство з його батьками, сексологом для літніх людей Роз і нібито адвокатом Бернардом, не стало великим сюрпризом. Що можна очікувати від батьків, які назвали свого сина Ґейлордом — як мінімум те, що вони мають почуття гумору.

## В ролях
- Роберт Де Ніро — Джек Бернс
- Бен Стіллер — Ґейлорд «Ґреґ» Факер
- Дастін Гоффман — Бернард Факер
- Барбра Стрейзанд — Розалінд «Роз» Факер
- Блайт Даннер — Діна Бернс
- Тері Поло — Памела «Пем» Бернс
- Оуен Вілсон — Кевін Ревлей
- Тім Блейк Нельсон — офіцер ЛеФлор

## Цікаві факти
- Творцям фільму довелося доводити FCC, що існує людина з прізвищем Факер (англ. Focker), перед тим як фільму дозволили вийти на екран.